# Jeremy McKinnon
Jeremy Wade McKinnon (nascido 17 de Dezembro de 1985) é o membro fundador e vocalista da banda de screamo A Day To Remember. Ele tem colaborado com outros grupos como Mest e In Fear and Faith.

## Primeiros anos
Jeremy nasceu em Gainesville, Flórida e cresceu com uma irmã mais nova. Jeremy McKinnon primeiro conseguiu um emprego em Boston Market e mais tarde passou a fazer o trabalho de construção. O interesse de McKinnon em música veio como resultado da suspensão para fora com a banda de um amigo. McKinnon foi inspirado a escrever e tocar música pesada por uma banda local, Seventh Star. McKinnon muitas vezes teve problemas durante o ensino médio em Ocala, Flórida e como resultado, ele iria escrever música. A primeira banda de McKinnon foi a banda de ska All for Nothing, antes de se juntar com o guitarrista Tom Denney e o baterista Bobby Scruggs para formar o A Day to Remember.
McKinnon e o baixista Joshua Woodard formaram a sua própria gravadora, a Running Man, em parceria com a Epitaph.
Durante uma entrevista em 2012 McKinnon negou a possibilidade de fazer um álbum solo.

## Influências
McKinnon cita como influência musical a maior banda de punk rock Millencolin, e cita como suas influências sobre a banda punk ska Less Than Jake: Eles estavam se divertindo durante o show, eles não foram super sérios. Eles criaram uma grande atmosfera, e eu sempre amei isso. Então eu vi o Flaming Lips e o Rammstein na Alemanha, que foi o show mais louco que eu já vi.
Estou apenas tentando combinar e por em prática todas as coisas incríveis que eu amei ao longo dos anos. – Jeremy.